# Kartal (Hongarije)
Kartal is een plaats (község) en gemeente in het Hongaarse comitaat Tolna, gelegen in het district Aszód. Kartal telt 5650 inwoners (2018).

## Geschiedenis
De eerste bekende vermelding van het middeleeuwse handvest dateert uit 1263.
Gedurende de Vijftienjarige Oorlog raakte het verlaten en bleef verlaten tot het einde van de 18e eeuw.